# Norberto Höfling
Norberto Höfling, né le 20 juin 1924 et mort le 18 avril 2005, était un footballeur et un entraîneur roumain.
Comme footballeur, Höfling joue dans de nombreux pays et très bons clubs comme le Dynamo Kiev, le MTK Budapest, la Lazio Rome ou Vicenza. À 33 ans seulement, il commence sa carrière d'entraîneur au FC Bruges. Il ramène le club de division 2 en division 1 et pose les bases du professionnalisme au club. Après, notamment, une altercation avec la star du club de l'époque, Fernand Goyvaerts, il quitte le club et rejoint Feyenoord. Il a du mal à s'habituer à la culture néerlandaise et revient en Belgique l'année suivante, au Racing White. Il ramène le club en division 1 et en 1967 revient au FC Bruges. Il remporte une coupe de Belgique puis signe au RSC Anderlecht. L'aventure tourne court et quelques mois après son arrivée, il est licencié. Il arrive ensuite au Daring Club Bruxelles alors en division 2 mais n'arrive pas à le ramener au plus haut niveau. En 1972, il signe à l'AS Ostende. En deux ans, il fait monter le club de la division 3 à la division 1 mais de nouveaux problèmes avec la direction du club et les joueurs conduisent à son licenciement en 1976. En 1977, il se lance un nouveau défi : ramener le KAA La Gantoise de division 3 à la division 1. Le résultat n'est pas au rendez-vous et en 1978, il décide de mettre un terme à sa carrière d'entraîneur.
Il meurt le 18 avril 2005 à Bruges à l'âge de 80 ans.

## Carrière comme entraîneur
- 1957-1963 : FC Bruges  Belgique
- 1963-1964 : Feyenoord Rotterdam  Pays-Bas
- 1964-1967 : Racing White  Belgique
- 1967-1968 : FC Bruges  Belgique
- 1968-1969 : RSC Anderlecht  Belgique
- 1969-1971 : Daring Club Bruxelles  Belgique
- 1972-1976 : AS Ostende  Belgique
- 1977-1978 : La Gantoise  Belgique
- 1980-1982 : Pro Patria  Italie